# Kurt Heiß
Kurt Heiß (* 13. August 1909 in Mannheim; † 26. November 1976 in Ost-Berlin) war ein kommunistischer Funktionär und Journalist.

## Leben
Heiß studierte Rechtswissenschaften an den Universitäten Berlin und Heidelberg, wo er der Kommunistischen Studentenfraktion (KoStuFra) angehörte. Wegen seiner politischen Aktivitäten wurde er von der Hochschule relegiert. 1927 trat er in die KPD ein. In den letzten Jahren der Weimarer Republik war Heiß Mitglied der Revolutionären Gewerkschafts-Opposition und des Bundes der Freunde der Sowjetunion. Erste journalistische Erfahrungen sammelte er ab 1932 als Redakteur einer kommunistischen Zeitung. Nach der Machtübernahme durch die Nationalsozialisten wurde Heiß als „Schutzhäftling“ im KZ Kislau interniert, aus dem ihm die Flucht ins Saargebiet gelang, wo er ab Oktober 1933 als kommunistischer Journalist und Redakteur seine antifaschistische Widerstandstätigkeit fortsetzte. Vor der Vereinigung des Saargebietes mit dem Deutschen Reich flüchtete er 1935 in die Sowjetunion. Dort arbeitete er beim Rundfunksender Radio Moskau. Diese Tätigkeit unterbrach er 1936 und kämpfte während des spanischen Bürgerkrieges in den Reihen der Interbrigaden.
1947 kehrte Heiß in die sowjetische Besatzungszone zurück und arbeitete beim Berliner Rundfunk als Leiter der Hauptabteilung Politisches Wort. Zugleich wurde er Mitglied der SED. Im Jahre 1948 wurde Heiß zum Intendanten des Mitteldeutschen Rundfunks ernannt. Ein Jahr später rief ihn der Sekretär des Zentralkomitees für Agitation und Propaganda Hermann Axen im Rahmen der Parteisäuberungwelle von Leipzig nach Berlin zurück. Heiß galt als linientreu; er wurde zunächst am 21. Oktober 1949 Intendant des Berliner Rundfunks und des Deutschlandsenders, dann am 18. Juli 1951 Generalintendant des Rundfunks der DDR und löste damit Hans Mahle ab, dem man vorwarf, eine Trennung des Rundfunks von der Partei betrieben zu haben. Heiß legte ab seinem Amtsantritt in Berlin größten Wert auf eine Stärkung der SED-Gruppe innerhalb der Funkhäuser. Mit Blick auf den entlassenen Deutschlandsender-Intendanten Heinz Schmidt sagte Heiß in einer Konferenz am 31. Oktober 1949:

„Indem das erweiterte Parteiaktiv das überhebliche und doppelzünglerische Auftreten des Genossen Schmidt verurteilt, gelobt es gleichzeitig, alles zu tun, um die gesamte Betriebsgruppe zum Kampf um die Sicherung der politischen Linie im Rundfunkhaus zu mobilisieren und in Zukunft ideologische Wachsamkeit an den Tag zu legen.“

Am 15. September 1952 wurde Heiß zum ersten Vorsitzenden des Staatlichen Komitees für Rundfunk ernannt. Diese Funktion hatte er bis 1956 inne. Mit Beginn des Jahres 1957 wurde Heiß als Nachfolger von Karl-Friedrich Wiese zum Generalsekretär der Gesellschaft für Kulturelle Verbindungen mit dem Ausland berufen. Ab 1959 übernahm Heiß als Chefredakteur in Rostock die Leitung des SED-Bezirksorgans Ostsee-Zeitung. 1961 wechselte er als Chefredakteur zur medizinischen Zeitschrift Humanitas. Heiß wurde 1969 mit dem Vaterländischen Verdienstorden in Gold geehrt.